# 類篇
《類篇》是一部宋朝官修字典，宋仁宗寶元二年（1039年）開始編纂。宋英宗治平三年（1066年）完成。王洙、胡宿、張次立、范鎮等相繼參與編纂，最後由司馬光整理定稿。全書45卷，按部首分544部，共收31319字，比《玉篇》(c. 543)多近两倍，收录许多唐宋新造字。

## 内容
《类篇》有15册，每册分3卷。每个字头以小篆给出（循《说文》体例），字音以反切给出。同部首中的字以《集韵》中字的出现顺序排列，即先分聲調，再依韻部序。如玉部中，“玉”后随“瓏、璁、玒、珫”等東韻字。

## 历史
宋仁宗寶元二年（1039年）開始編纂。宋英宗治平三年（1066年）完成。王洙、胡宿、張次立、范鎮等相繼參與編纂，最後由司馬光整理定稿。
此前仁宗也命人编写《集韵》(1037)。《类篇序》称所有音韵相关字均收于《集韵》，所有字形相关字均收于《类篇》。
史学家司马光(1019-1086)负责《集韵》和《类篇》的终稿审定工作，1067年他将两册书一起献给宋英宗。当时以及之后很长一段时间，《集韵》和《类篇》都是最完备最全面的汉语工具书。
《类篇》的年代比较晚近，传世本较多。通行本有清康熙45年（1706）的曹寅楝亭五種本及其重刻本。其他版本还有汲古閣影宋抄本，其影印本由上海古籍出版社刊行。姚刊三韵本的影印本由中華書局的古代字書輯刊收录刊行。